# Kielsk
Kielsk (kaszub. Jezoro Czelsczé) – przepływowe jezioro rynnowe położone na Równinie Charzykowskiej w regionie Kaszub zwanym Gochami (powiat bytowski, województwo pomorskie) na północno-zachodnim skraju Zaborskiego Parku Krajobrazowego.
Według urzędowego spisu opracowanego przez Komisję Nazw Miejscowości i Obiektów Fizjograficznych (KNMiOF) nazwa tego jeziora to Kielsk. W różnych publikacjach i na mapach topograficznych jezioro to występuje pod nazwą Jezioro Kielskie.
Powierzchnia zwierciadła wody według różnych źródeł wynosi od 137,5 ha do 143,2 ha.
Zwierciadło wody położone jest na wysokości 147,6 m n.p.m. lub 147,9 m n.p.m. Średnia głębokość jeziora wynosi 8,3 m, natomiast głębokość maksymalna 23,3 m.
Jezioro jest otoczone lasami. Przez jezioro prowadzi szlak spływów kajakowych.
W oparciu o badania przeprowadzone w 2003 roku wody jeziora zaliczono do II klasy czystości.
W dawnej zatoce jeziora, która stała się torfowiskiem, w 2013 utworzono rezerwat przyrody Mechowisko Radość.